# Otiothops pilleus
Otiothops pilleus is een spinnensoort uit de familie Palpimanidae. De soort komt voor in Brazilië.